# Jesús María López
Jesús María López Gómez (San Andrés de Sotavento, 14 de agosto de 1927-Montería, 25 de septiembre de 2012) fue un político y terrateniente colombiano, que se desempeñó como Gobernador del Departamento de Córdoba y Alcalde de Montería.

## Reseña biográfica
Nació en San Andrés de Sotavento, a mediados de agosto de 1927, hijo de Jesús María López Godín y de Carmelina Gómez Fernández. Hermano de los también políticos Edmundo López Gómez y Libardo López Gómez. A muy corta edad falleció su padre, por lo que, en compañía de sus hermanos, asumió la jefatura de la familia.
Era de profesión Ingeniero Civil e Ingeniero de Minas. Fue en dos ocasiones Alcalde de Montería, la segunda de ellas en 1988 como primer alcalde electo por voto popular.
Se le acusó de haber promovido la fundación, a mediados de la década de 1990, junto con el también empresario ganadero Rodrigo García Caicedo, los ejércitos privados de autodefensa que derivaron en el paramilitarismo cordobés. Así mismo, se les señala a ambos de “hablarles al oído” a los jefes paramilitares Carlos Castaño Gil y Salvatore Mancuso, razón por la cual se le considera uno de los padres del paramilitarismo.
En las elecciones regionales de Colombia de 2000 fue elegido como 41° Gobernador de Córdoba, asumiendo el puesto el 1 de enero de 2001. Ejerció el cargo hasta 2003. Fue sucedido en la gobernación por su sobrino, Libardo José López Cabrales. Siendo Gobernador firmó el "Pacto de Ralito", pacto secreto firmado por jefes paramilitares y varios líderes políticos del país, con el fin de «refundar la patria». Por este pacto fue condenado su sobrino, el senador Juan Manuel López Cabrales.
En 2009 se le dio captura, ordenada por la Corte Suprema de Justicia, por irregularidades en un contrato de 143 millones de pesos, firmado mientras era gobernador, y por haber firmado el Pacto de Ralito. En febrero de 2012 fue condenado a 90 meses de prisión por haber desviado más de 200 millones de pesos para construir un hospital en que los paramilitares llevaban a sus heridos en combate, así como pavimentó la vía al lugar donde se ubicaba. Sin embargo, debido a su avanzada edad, cumplió su condena en arresto domiciliario.
Como terrateniente, es conocido por haber sido quien la vendió la finca El Ubérrimo al presidente Álvaro Uribe Vélez.
Casado con María Victoria Peña Cadavid, en Medellín en 1952, fue padre de 5 hijos.
Falleció en septiembre de 2012, producto de varias enfermedades que venía sufriendo en sus últimos años.